# Gilbert Duprez
Gilbert-Louis Duprez (ur. 6 grudnia 1806 w Paryżu, zm. 23 września 1896 tamże) – francuski śpiewak operowy (tenor), kompozytor i pedagog.

## Życiorys
Uczył się w Institution de Musique Classique et Religieuse u Alexandre’a Chorona, następnie przez krótki czas uczęszczał do Konserwatorium Paryskiego. Zadebiutował na scenie w 1825 roku w paryskim Théâtre de l’Odéon rolą Hrabiego Almavivy w Cyruliku sewilskim Gioacchino Rossiniego. Nie odniósłszy początkowo sukcesu, zdecydował się na dalsze studia wokalne we Włoszech. Zaczął występować z powodzeniem na scenach włoskich, w 1831 roku wystąpił w Lukce jako Arnold we włoskiej premierze Wilhelma Tella. W 1835 roku Gaetano Donizetti powierzył mu rolę Edgarda w Łucji z Lammermooru. Po powrocie do Francji występował w latach 1837–1845 w Operze Paryskiej. Kreował tam główne role męskie w prapremierowych przedstawieniach oper Benvenuto Cellini Hectora Berlioza (1838) i Faworyta Gaetano Donizettiego (1840). W latach 1844–1845 gościnnie występował w Londynie, w 1850 roku odbył natomiast tournée po krajach niemieckich. Od 1842 do 1850 roku wykładał w Konserwatorium Paryskim, następnie w 1853 roku założył własną szkołę śpiewu. Do grona jego wychowanków należeli Emma Albani, Caroline Miolan-Carvalho, Adèle Isaac i Albert Niemann. 
Komponował opery, a także utwory religijne, kameralne i pieśni. Opublikował prace dydaktyczne L’Art du chant (Paryż 1845) i La Mélodie, études complémentaires vocales et dramatiques de l’Art du chant (Paryż 1846), a także autobiograficzne książki Souvenirs d’un chanteur (Paryż 1880) i Récréations de mon grand âge (Paryż 1888).
Jego żona Alexandrine z d. Duperron (1808–1872) i córka Caroline (1832–1875) również były śpiewaczkami.